# Zorkovac
 Zorkovac  falu Horvátországban, a Károlyváros megyében. Közigazgatásilag Ozalyhoz tartozik.

## Fekvése
Károlyvárostól 12 km-re északra, községközpontjától 5 km-re délkeletre, a Kulpa bal partján fekszik.

## Története
A falunak 1857-ben 220, 1910-ben 355 lakosa volt. A trianoni békeszerződésig Zágráb vármegye Károlyvárosi járásához tartozott. 2011-ben 209 lakosa volt.

## Lakosság
| Lakosság változása | Lakosság változása | Lakosság változása | Lakosság változása | Lakosság változása | Lakosság változása | Lakosság változása | Lakosság változása | Lakosság változása | Lakosság változása | Lakosság változása | Lakosság változása | Lakosság változása | Lakosság változása | Lakosság változása | Lakosság változása |
| ------------------ | ------------------ | ------------------ | ------------------ | ------------------ | ------------------ | ------------------ | ------------------ | ------------------ | ------------------ | ------------------ | ------------------ | ------------------ | ------------------ | ------------------ | ------------------ |
| 1857               | 1869               | 1880               | 1890               | 1900               | 1910               | 1921               | 1931               | 1948               | 1953               | 1961               | 1971               | 1981               | 1991               | 2001               | 2011               |
| 220                | 271                | 282                | 275                | 298                | 355                | 334                | 366                | 403                | 417                | 399                | 366                | 337                | 338                | 228                | 209                |

## Nevezetességei
- Zorkovac négyszög alakú emeletes késő barokk kastélya[4] ma állami tulajdon, a Horvát Állami Levéltár egyik részlege működik benne. A kastély az ozalyi uradalom részeként a 18. században épült egyemeletes udvarházként, alul boltíves pincével. Az idők során a Pavleković, az Orešković, az Appel és a Grünwald családok tulajdonában volt. A kastély a településen kívül, a Kulpa völgye feletti dombon, a tájban harmonikusan illeszkedve áll. Eredeti berendezése részben megmaradt.
- Vasúti híd a Kulpán.